# Riettichowka
Riettichowka (ros. Реттиховка) – osiedle w Rosji, w Kraju Nadmorskim, w rejonie czernigowskim. W 2010 liczyło 2148 mieszkańców.